# Anwesha Reddy
Anwesha Reddy (Tamil அன்வேஷா ரெட்டி Aṉvēṣā reṭṭi; * 3. September 1991 in Chennai) ist eine ehemalige indische Squashspielerin.

## Karriere
Anwesha Reddy spielte von 2007 bis 2010 auf der PSA World Tour. Ihre höchste Platzierung in der Weltrangliste erreichte sie mit Rang 86 im August 2010. Mit der indischen Nationalmannschaft nahm sie 2010 an der Weltmeisterschaft teil. Darüber hinaus gehörte sie 2010 zum indischen Aufgebot bei den Commonwealth Games. Bei Asienspielen sicherte sie sich mit der Mannschaft 2010 die Bronzemedaille, blieb bei den Spielen aber ohne Einsatz.

## Erfolge
- Asienspiele: 1 × Bronze (Mannschaft 2010)